# Fijileguaan
De fijileguaan of gebandeerde fijileguaan (Brachylophus fasciatus) is een hagedis uit de familie leguanen (Iguanidae).

## Naam en indeling
De wetenschappelijke naam van de soort werd voor het eerst voorgesteld door Alexandre Brongniart in 1800. Oorspronkelijk werd de wetenschappelijke naam Iguana fasciata gebruikt Later zijn voor deze soort onder andere de geslachtsnamen Agama, Ctenosaurus en Chloroscartes gebruikt.

## Uiterlijke kenmerken
De leguaan bereikt een totale lichaamslengte tot ongeveer zestig centimeter, waarvan ongeveer twee derde bestaat uit de lange staart. De fijileguaan is te herkennen aan de sterke bandering, bestaande uit brede lichtgroene banden over het hele lijf behalve de kop. Er is variatie dus soms lijkt de tekening eerder op brede donkergroene banden. Van de gekamde fijileguaan (Brachylophus vitiensis) is de soort te onderscheiden doordat deze laatste soort een veel dunnere bandering heeft die altijd lichter is en meestal zwart omzoomd, ook wordt de gekamde fijileguaan groter tot 75 centimeter. Beide soorten hebben een kleine nek- en rugkam, gele buik en vrij grote, bijna vierkante keelwam.

## Levenswijze

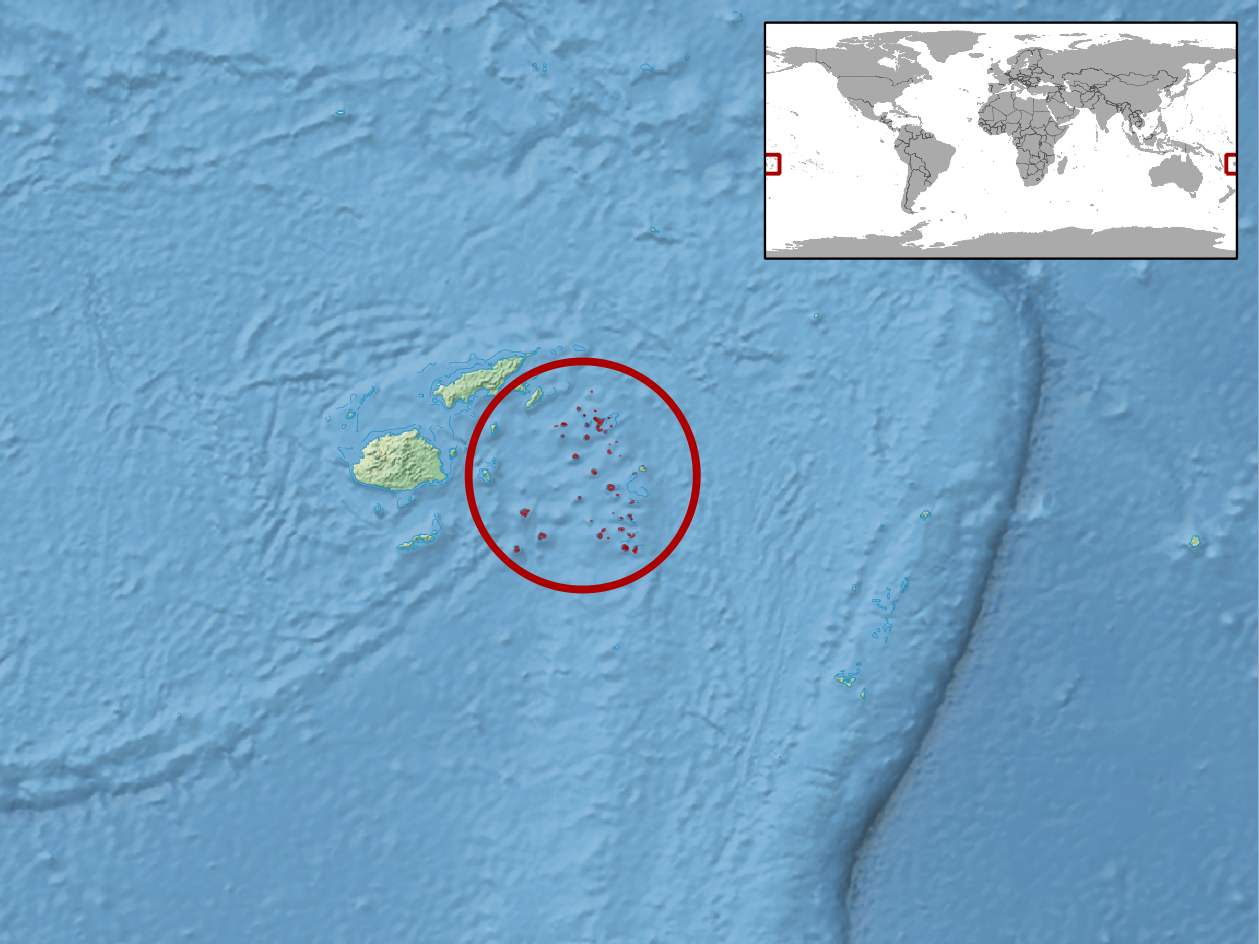
Leefgebied

Juvenielen eten kleine insecten maar al snel beginnen ze fruit te eten en na een paar jaar zijn ze volledig vegetarisch en worden prooidieren genegeerd. Het menu staan diverse plantendelen zoals bladeren, bessen en stukken schors. Het zijn echte klimmers die vrijwel nooit op de bodem worden aangetroffen en meestal enkele meters erboven op een tak liggen. Af en toe wordt een zonnebad genomen vanaf een hoge positie, waarbij het territorium goed in de gaten wordt gehouden.

## Verspreiding en habitat
De fijileguaan komt voor op een aantal eilanden binnen Oceanië, voornamelijk eilanden die behoren tot het land Fiji. De leguaan is aangetroffen op de eilanden Aiwa, Avea, Balavu, Beqa, Dravuni, Fulaga)Gau, Kabara, Kandavu Ono, Lakeba, Moturiki, Nggamea, Oneata, Ovalau, Taveuni, Totoya, Vanua Levu, Vanua Vatu, Vanua, Vatu Vara, Vatuele, Viti Levu en Wakaya. Daarnaast komt de hagedis voor in Tonga op het eiland Tongatapu, Efate, dat tot Vanuatu behoort en het eiland Wallis dat onderdeel is van het Franse overzeese gebied Wallis en Futuna.
De habitat bestaat uit tropische en subtropische bossen, vaak in open delen met een rotsachtige ondergrond. De soort is aangetroffen van zeeniveau tot op een hoogte van ongeveer 200 meter boven zeeniveau.

## Beschermingsstatus
De fijileguaan is een sterk bedreigde diersoort en wordt beschermd door internationale wetgeving. Lange tijd ging de soort zo hard achteruit dat enkele dierentuinen de handen ineen sloegen en een succesvol kweekproject hebben opgestart. Van de leguaan is bekend dat het dier zich zeer zelden voortplant in gevangenschap.
Door de internationale natuurbeschermingsorganisatie IUCN is de beschermingsstatus 'bedreigd' toegewezen (Endangered of EN).